# Várzea (Landschaft)

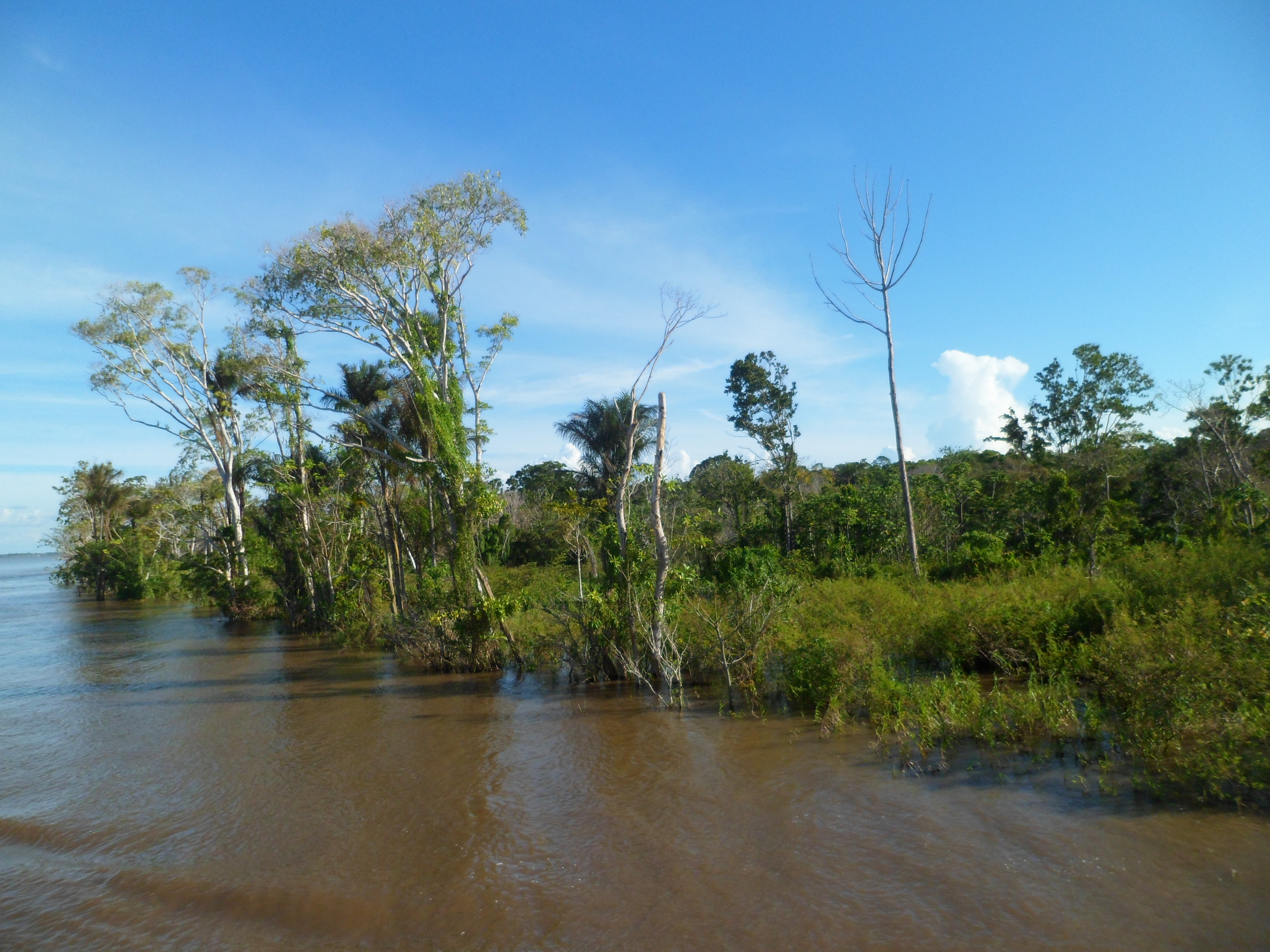
Linkes Ufer des Rio Solimões bei Careiro da Várzea.

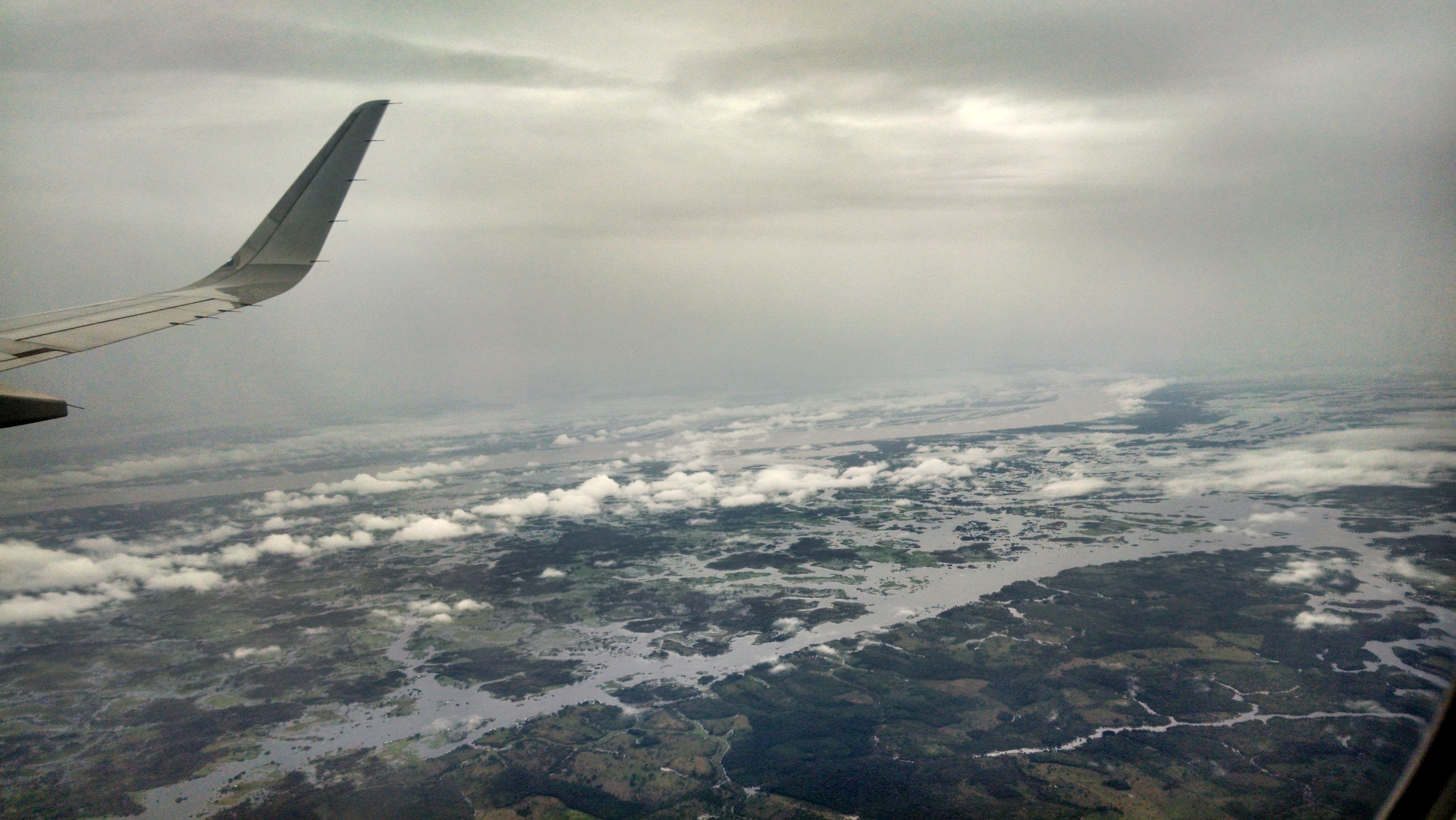
Luftbild einer überschwemmten Fläche mit Cumulus-humilis-Wolkenbildung.

Als Várzea wird das Auwald-Ökosystem an den Ufern der Flüsse zum Amazonas und Solimões bezeichnet, die durch den jahreszeitlich schwankenden Wasserspiegel von sedimentreichen Weißwasserflüssen periodisch überflutet werden. Die Várzeas erstrecken sich zwischen 50 km am mittleren Amazonas und 200 km im Mündungsgebiet landeinwärts. Insgesamt dehnen sie sich in Brasilien auf eine Fläche von 250.000 km² aus, das entspricht etwa 5 % des brasilianischen Amazonasgebietes. In den peruanischen, ecuadorianischen und kolumbianischen Teilen Amazoniens sind in den Überflutungsgebieten ebenfalls Várzea-Flächen vorhanden.
In Abgrenzung zu den Várzeas bezeichnet der Igapó-Wald eine Überflutungslandschaft von Schwarzwasser, der Terra-Firme-Wald hingegen steht auf höher gelegenem Gelände außerhalb des Überschwemmungsbereichs.
Die Várzeaböden zeichnen sich, bedingt durch die regelmäßigen Überschwemmungen und die dabei abgelagerten Sedimente, durch einen hohen Nährstoffgehalt aus. Die natürliche Vegetation der Várzeas sind Überschwemmungswälder und auf den Seen Makrophytenvegetation. Insgesamt 3615 Baumarten können in der Várzea und in der Igapó existieren.
Die bei Hochwasser entstehenden nährstoffreichen Flussseenlandschaften stellen ein einzigartiges Refugium für Fische und Wasservögel dar.
Die etwa 1,1 Millionen Bewohner der Várzea (portugiesisch ribeirinhos, d. h. „Flussleute“ oder „Flussanlieger“) leben meist von Fischfang, Holzeinschlag, kleinbäuerlicher Landwirtschaft und Extraktivismus. Die zunehmende Zucht von Rindern und Wasserbüffeln in den Várzeagebieten führt zur Störung dieser Ökosysteme.